# トレント川
トレント川（トレントがわ、River Trent）は、イギリスのイングランド中部の河川。イギリスで3番目に長い河川であり、総延長は298km。

## 流路
ウェスト・ミッドランズにあるペナイン山脈南西部、スタッフォードシャーのビダルフ・ムーアを源流とする。ストーク＝オン＝トレントを通過した後、南東、北東へと円弧を描くように流れる。途中でダーウェント川、ソアー川などの支流を合わせながらダービーシャー南端、ノッティンガムシャーを経由したのち、下流部はヨークシャー・アンド・ザ・ハンバーにてウーズ川と合流し、ハンバー川と呼ばれる三角江になる。ハンバー川は東に流れ、キングストン・アポン・ハルを経由して最後は北海に注ぐ。

## 流域

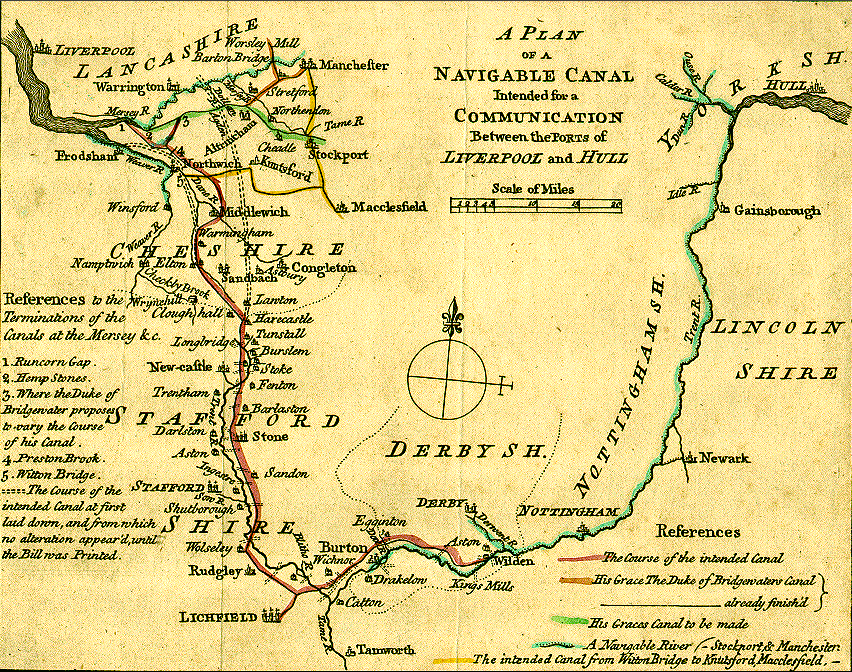
1766年のトレント・アンド・マージー運河の計画書。右側の青で示された河川がトレント川で、中央下部から左側へ赤で示されているのが運河。ダービーシャーからスタッフォードシャー、チェシャーを経てマージー川に至る。左上に入江状に書かれているのがマージー川で、流域にリバプールやマンチェスターといった地名が見える。

イングランド中央部の炭田地帯・工業地帯を流れる重要な河川である。上流部のストーク＝オン＝トレントを中心とする地域は陶磁器をはじめ窯業が盛んで、中流部には工業都市のダービー、ノッティンガムが栄える。またレスターも支流のソアー川を介して近い位置にある。流域には多くの発電所も設けられている。1960年代にはバートン・アポン・トレント下流に8つの発電所が設けられ、コタム発電所は当時ヨーロッパ最大の200万kWの発電量を誇った。
上流からアルルーワス付近までは狭い谷を流れるが、それより下流域は幅広い氾濫原となっている。ニューアーク＝オン＝トレントより下流は平野となり、市場園芸が盛んな農業地帯となる。ニューアーク付近から海面までの落差が非常に小さいため、感潮区間が河口から約85kmまで達する感潮河川である。そのためニューアークの近くまで潮汐の影響を受けることがあり（海嘯）、ゲインズバラより下流には高い防潮堤が設置されている。
古くから運河が発達しており、トレント・アンド・マージー運河はじめ、多くの運河が開削されている。これら運河やテイム川などの支流を通じ、テムズ川やセヴァーン川、マージー川、またバーミンガムなどの諸都市と結ばれている。水上交通も盛んであり、ソーレーまで遡航が可能。120t以下の船舶であればノッティンガムまで航行が可能である。

## 主な支流
- サウ川
- テイム川（英語版）
- ダヴ川（英語版）
- ダーウェント川（英語版）
- ソアー川（英語版）

## 河川名の由来
- トレント(Trent)の語源は、ケルト語で「氾濫しやすい」の意味である[6]。1946年3月には大潮による増水によりノッティンガムの土手が決壊する被害が発生している（イギリスにおける1946-1947年の冬を参照）。